# Diglossa indigotica
Diglossa indigotica là một loài chim trong họ Thraupidae.